# Перистальтический инфузионный насос
Перистальтический инфузионный насос (Инфузомат®, линеомат, инфузор) — средство для инфузии, один из типов инфузионных насосов, используемый для дозированного введения больших объёмов жидкости пациентам или в процессе исследований. Часто спутывают с шприцевым дозатором.
Перистальтические инфузионные насосы применяются для длительного дозированного введения преимущественно больших объёмов жидкости (в частности для парентерального и энтерального питания), для введения жидкости под давлением (эндоартериального введения). Преимущество данных медицинских приборов является возможность применения больших объёмов жидкости, более точное дозирование лекарственных средств (в случае если они вводятся разведёнными). Однако обычно они требуют специальных систем для инфузии. Когда необходимо ограничить введение жидкости применяют инфузионные насосы поршневого типа — шприцевые дозаторы.

## Принцип работы

Работа линейного перистальтического насоса

В настоящее время подавляющее большинство перистальтических инфузионных насосов линейного («пальчикового») типа. В таких приборах набор элементов («пальчиков») в определённом порядке сжимает силиконовую часть системы для инфузии. Этим достигается соответствующая скорость инфузии лекарственного средства.

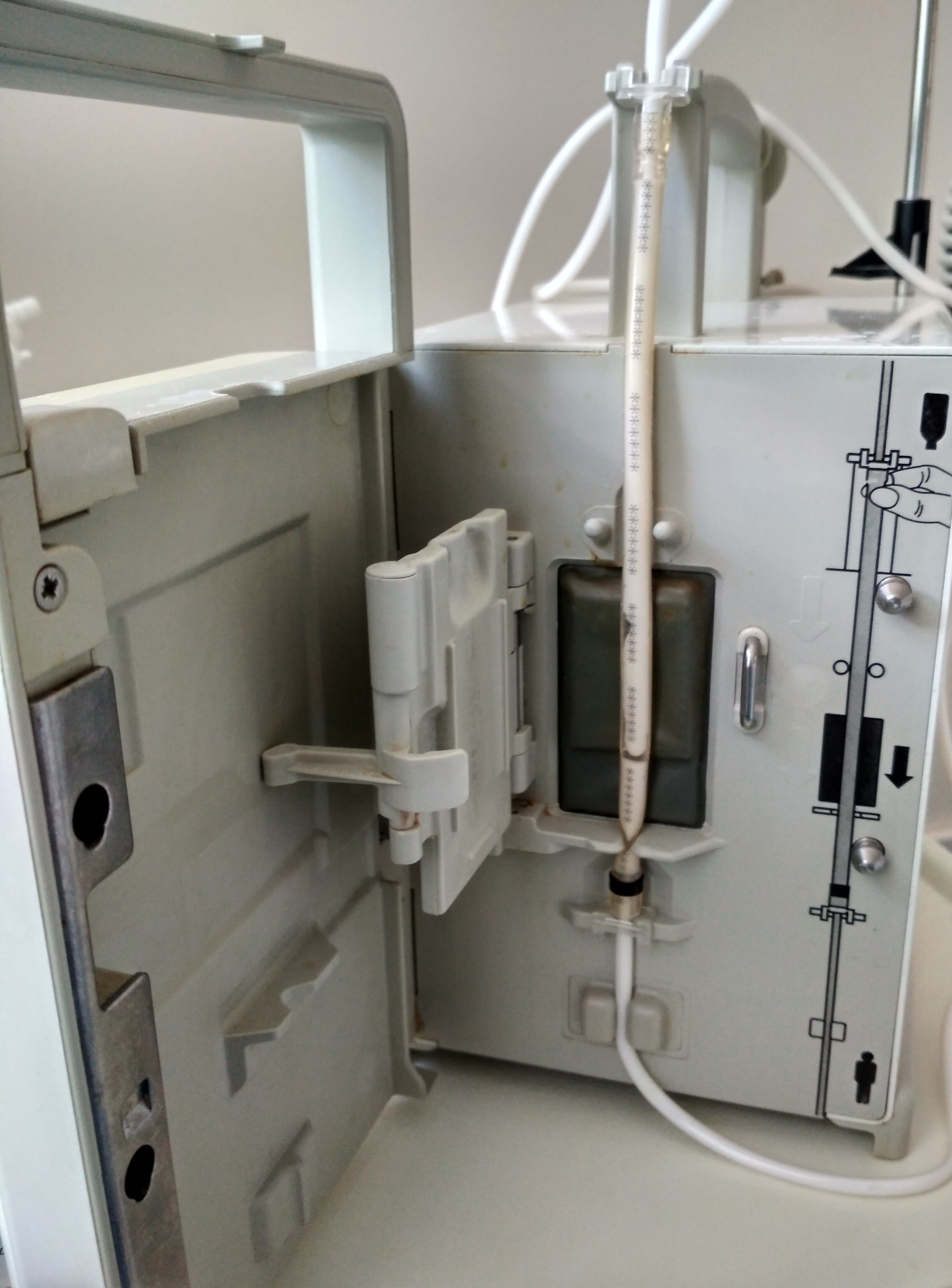
Инфузомат в открытом состоянии.

Такие помпы можно применять только в комплекте с системами для инфузии, которые имеют в составе рабочую силиконовую часть, которая и устанавливается в инфузионный насос. Обычно каждый производитель производит свои инфузионные системы, которые не подходят под перистальтические инфузионные насосы других производителей.

## Конструкция
Микроинфузионная помпа состоит из:
1. Пластикового каркаса
2. Инфузионного эластичного силиконового баллона
3. Системы трубок из ПВХ
4. Антибактериального фильтра встроенного в систему

Микроинфузионные помпы могут комплектоваться PСА-болюсом (модулем для дополнительного, с заданным интервалом, введения медикаментов) и/или регулятором скорости инфузии.
Основной элемент помпы — баллон — изготавливают из очень тонкого эластичного медицинского силикона. Баллон натянут на центральный стержень, однако, после ввода внутрь баллона инфузионной жидкости, баллон раздувается и заполняет пространство внутри твёрдой защитной оболочки.

## Свойства
- Имеет заданную скорость постоянной микроинфузии, которая обеспечивается сбалансированным сокращением эластичного силиконового баллона.
- Баллон помпы производится из эластичного химически инертного медицинского силикона, расположен в прозрачном прочном пластиковом корпусе, что гарантирует устойчивость микроинфузионной помпы к повреждениям и даёт возможность сохранить мобильность пациента.
- Равномерное сокращение эластичного силиконового баллона обеспечивает надёжную и комфортную микроинфузию медикаментов, стабильную концентрацию вводимых лекарств в крови и тканях.
- Содержит встроенный бактериальный фильтр с размером ячеек 1,2 микрона, который дополнительно обеспечивает надёжную очистку вводимого раствора и гарантирует стерильность .
- Не содержит натуральный латекс, а также пластификатор DEHP, что исключает риск развития аллергии у пациента на данные компоненты.
- С регулятором скорости базальной микроинфузии позволяет подобрать необходимую скорость введения медикаментов пациенту, учитывая его индивидуальные особенности.
- За счёт наличия РСА-болюса может обеспечивать пациенту возможность самостоятельно проводить дополнительную (болюсную) инъекцию и регулировать интенсивность анальгезии.
- Выполняет свою функцию не зависимо от положения относительно пациента (вертикального или горизонтального), обеспечивая удобство в применении для медперсонала и для пациента. Нет необходимости в постоянном контроле инфузии.
- Может быть подключена к Luer, Luer-Lock соединению периферического и центрального в/в катетера, а также эпидурального катетера.
- Не зависит от источников электроэнергии, нет риска сбоев в её работе.
- Нет необходимости в программировании помпы, что упрощает её использование.
- Конструкция помпы (наличие съёмного ключа регулятора скорости и локаут интервала болюса) позволяет сохранять заданную врачом скорость инфузии при отсутствии постоянного контроля со стороны медперсонала.
- Широкий ассортимент микроинфузионных помп по объёму (100, 275,300,600 мл) и по скорости инфузии (0,5 мл/час — 125 мл/час) позволяет подобрать помпу в зависимости от клинической ситуации.